# Roberto Crispín
Roberto Crispín (apodado Francópulo, en francés: Crépin, fallecido en 1072), también Robert Crispin du Bec, fue un caballero y mercenario normando que combatió en la Reconquista y en el Imperio bizantino.

## Primeros años
Roberto era hijo de Gilbert Crispin de Tillières. Tenía dos hermanos mayores, Gilberto, señor de Tilliers, y Guillermo, que se convirtió en señor de Neaufles (Neaufles-Saint-Martin o Neaufles-Auvergny), así como dos hermanas, Emma y Esilia. Como hijo menor sin herencia, abandonó Normandía y parece haber ido al sur de Italia que estaba siendo conquistada por otros normandos bajo el mando de la Casa de Altavilla. En 1064, participó en una expedición militar a Barbastro, que a veces se ha llamado una proto-cruzada, donde jugó un papel importante y podría haber sido el jefe del contingente normando.

## Servicio en el Imperio bizantino
Roberto regresó al sur de Italia y entró en la guardia varega al servicio del Imperio bizantino unos tres o cuatro años después de la expedición. La siguiente información sobre su vida es que se convirtió en el jefe de un cuerpo de sus compatriotas estacionados en Edesa bajo el mando del general Isaac Comneno. Roberto se convirtió en jefe de los mercenarios francos y fue arrestado por el emperador Romano IV Diógenes en 1069 después de una breve rebelión, sintiendo que no había sido recompensado adecuadamente por sus servicios. Luchó contra los turcos selyúcidas invasores y más tarde bajo Miguel VII Ducas contra Romano después de que este último hubiera sido eliminado en 1071 luego de la batalla de Manzikert. Después de derrotar a Romano, regresó a Constantinopla, donde supuestamente fue envenenado alrededor de 1072. Su sucesor como señor de los mercenarios francos fue Roussel de Bailleul.